# KNAPK
Kalaallit Nunaanni Aalisartut Piniartullu Kattuffiat (gammel stavemåde Kalâtdlît Nunãne Aulisartut Piniartutdlo Kátuvfiat; Sammenslutningen af Fiskere og Fangere i Grønland), forkortet KNAPK, er en grønlandsk interesseorganisation for folk, der arbejder med fiskeri og fangst. Den har sit hovedkvarter i Nuuk. 

## Historie
KNAPP blev grundlagt den 10. juni 1953 af fiskere og fangere sammen med repræsentanter for Den Kongelige Grønlandske Handel (KGH) og landshøvding Poul Hugo Lundsteen (de) under navnet Kalaallit Nunaanni Aalisartut Piniartullu Peqatigiit (gammel stavemåde Kalâtdlit Nunãne Aulisartut Piniartutdlo Peĸatigît; Foreningen af fiskere og fangere i Grønland). Baggrunden for organisationen, som KGH tog initiativ til, var, at den hurtigt voksende industrialisering af den grønlandske kød- og fiskeproduktion efter anden verdenskrig betød, at der manglede en passende repræsentation af fiskere og fangere, især på nationalt plan. Tidligere var der kun lokale talsmænd, der repræsenterede de traditionelt beskæftigedes interesser. KGH og den danske stat manglede derfor forhandlingspartnere.
KNAPP opstillede en liste med Niels Carlo Heilmann (de) og Hans Holm (de) ved landsrådsvalget i 1967 (de), men det enlige mandat, der blev givet til partier og lister, kunne de ikke vinde med 3,0 procent af stemmerne. I 1971 (de) blev der igen opstillet en liste. Denne gang fik den 6,5 procent af stemmerne, og Niels Carlo Heilmann blev valgt ind i landsrådet. Fire år senere ved valget i 1975 (de) fik listen 7,5 procent af stemmerne, men de to kandidater Lamik Møller (de) og Asiâjuk Sadorana (de) fik plads i landsrådet via deres personlige stemmer. I 1979, med indførelsen af Landstinget, stillede partier i stedet for lister op for første gang.
I 1981 blev KNAPP omdøbt til KNAPK. Omkring 1980 blev spændingerne mellem et flertal af små private fiskere og fangere, og et mindretal som ejede store fiskerbåde på den grønlandske kyst, intensiveret. I 1982 udskilte Aalisartut Avataasiutillit Peqatigiiffiat (AAP) for fiskeriselskaberne sig, og året efter Aalisartut Avataasiutillit Katuffiat (AAK), som omfattede de store private fiskere. De to foreninger fusionerede i 1989 og dannede Avataasiutinik Piginneqatigiiffiit Kattuffiat (APK).

## Formål
KNAPK repræsenterer de små private fiskeres og fangeres interesser over for regeringen og støtter dem. Derudover har foreningen til formål at forbedre handelsbetingelserne, uddanne medlemmerne og informere dem om tekniske innovationer. Den har også til formål at modernisere havnene og forbedre infrastrukturen og logistikken.

## Formænd
- 1953–1957: Hans Holm (de)[7]
- 1957–1959: Carl Egede[7]
- 1959–1961: Alibak Josefsen (de)[7]
- 1961–1965: Mikael Heilmann[7]
- 1965–1981: Niels Carlo Heilmann (de)[7]
- 1981–1989: Nikolaj Heinrich[7]
- 1989–1991: Pavia Nielsen (de)[7]
- 1991–1993: Peter Davidsen[7]
- 1993–1999: Anthon Siegstad[8]
- 1999–????: Isak Vahl[9]
- ????–2005: Leif Fontaine[10]
- 2005–2009: Peter Olsen[10]
- 2009–2013: Leif Fontaine[11]
- 2013–2021: Henrik Sandgreen[12]
- siden 2021: Nikkulaat Jeremiassen[13]